# 신원사 (사찰)
신원사(新元寺)는 충청남도 공주시 계룡산의 서쪽에 위치한 사찰이다. 백제 의자왕 11년(651년)에 창건되었으며 현재의 대웅전은 1876년 중수되었다. 

## 역사
신원사는 백제시대에 창건된 사찰로, 경내에서 백제연화문와당이 출토되었다. 신원사의 중악단은 삼국시대부터 산신사상이 전해내려오는 곳으로 신라 문무왕이 5악제를 올린 이후 제사가 계속 이어져오고 있다. 
고종이 대한제국으로 국호를 바꾸고 신원사의 이름을 새 나라의 시작을 의미하도록 神院寺에서 新元寺로 고쳤다. 

## 중악단

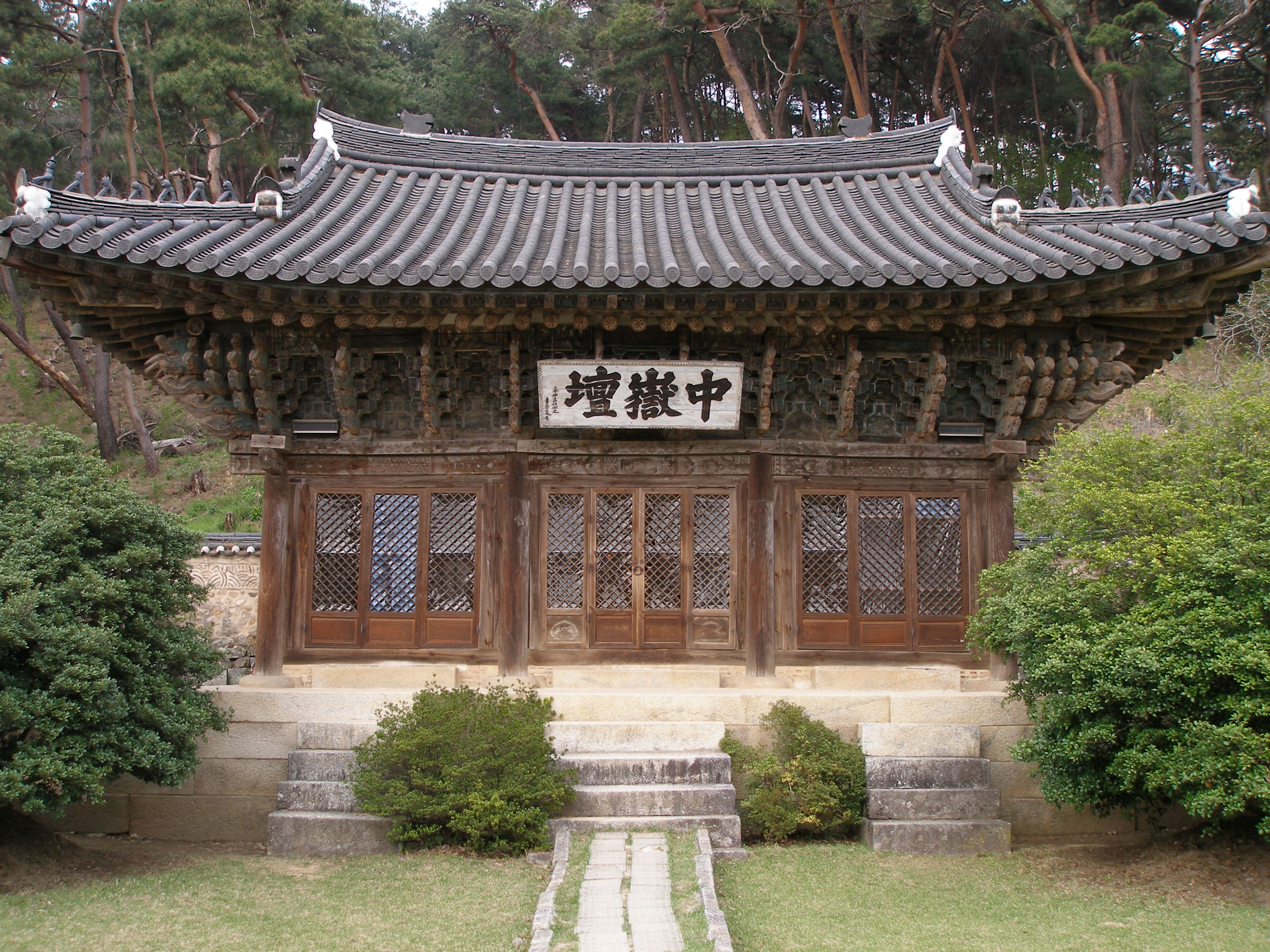
공주 계룡산 중악단

신원사의 중악단은 조선왕조가 계룡산신에게 봄 가을 두 차례에 걸쳐 제사를 제사를 드리던 곳이다. 조선시대의 건축물로 1999년 3월 2일 대한민국의 보물 제1293호로 지정되었다. 상악단은 묘향산에, 하악단은 지리산에 있었다.

## 교통정보
공주시내, 공주역, 논산, 대전에서 신원사까지 운행되는 버스노선이다. 자세한건 공주시의 시내버스 참조.  
- ● 205번 : 공주역 ↔ 갑사(동학사) 주말, 공휴일만 운행
- ● 310번 : 산성동 ↔ 신원사
- ● 322번 : 산성동 → 신원사 (편도운행)
- ● 340번 : 신원사 ↔ 충남대학교
- ● 505번 : 논산역 ↔ 신원사
- ● 509번 : 논산역 ↔ 신원사
- ※ 2020년 3월 ~ 12월 (주말, 공휴일 / 1일 3회 왕복)  {| class="wikitable" |+2020년 3월 ~12월 !동학사   (주차장) !갑사   (주차장) !신원사   (주차장) |- |09:00 |09:30  |09:50 |- |10:40 |10:10 |09:50  |- |12:30 |13:00 |13:20 |- |14:10 |13:40 |13:20 |- |15:20 |15:50  |16:10 |- |17:00 |16:30 |16:10(막차) |}